# Абдулкарімово (Єрмекеєвський район)
Абудлкарі́мово (рос. Абдулкаримово, башк. Әбделкәрим) — село у складі Єрмекеєвського району Башкортостану, Росія. Входить до складу Єрмекеєвської сільської ради.
Населення — 478 осіб (2010; 257 в 2002).
Національний склад:
- башкири — 59 %
- татари — 29 %